# Xã Poplar Grove, Quận Ramsey, Bắc Dakota
Xã Poplar Grove (tiếng Anh: Poplar Grove Township) là một xã thuộc quận Ramsey, tiểu bang Bắc Dakota, Hoa Kỳ. Năm 2010, dân số của xã này là 218 người.